# Halticopterella burwelli
Halticopterella burwelli är en stekelart som beskrevs av Sureshan 2001. Halticopterella burwelli ingår i släktet Halticopterella och familjen puppglanssteklar. Inga underarter finns listade i Catalogue of Life.